# Castellfollit del Boix
Castellfollit del Boix ist ein Ort und eine Gemeinde (municipi) mit 459 Einwohnern (Stand: 2024) in der Comarca Bages in der Provinz Barcelona in der Autonomen Region Katalonien. Zur Gemeinde gehören auch die Dörfer und Weiler Canyelles, El Castell, Grevalosa, Maians und Permanyer.

## Lage
Der Ort Castellfollit del Boix liegt in einer Höhe von etwa 700 Metern ü. d. M. im Süden der Comarca Bages in der Kultur- und Weinlandschaft Pla de Bages. Die Städte Manresa und Barcelona befinden sich etwa 17 Kilometer nordöstlich bzw. 74 Kilometer (Fahrtstrecke) südöstlich. 

## Bevölkerungsentwicklung
| Jahr      | 1960 | 1970 | 1981 | 1990 | 2000 | 2010 |
| Einwohner | 581  | 421  | 318  | 315  | 383  | 413  |

Mitte des 19. Jahrhunderts hatte die Gemeinde um die 900 Einwohner; die Reblauskrise im Weinbau sorgte Ende des 19. Jahrhunderts für einen Rückgang. Die zunehmende Mechanisierung der Landwirtschaft führte in der zweiten Hälfte des 20. Jahrhunderts zu einem erneuten Einbruch der Bevölkerungszahlen. Die relative Nähe zur Stadt Manresa sorgte in den letzten Jahrzehnten wieder für einen Anstieg.

## Wirtschaft
Früher lebten die Einwohner hauptsächlich als Selbstversorger von der Landwirtschaft, zu der auch der Anbau von Wein und die Haltung von Vieh (v. a. Schafe und Ziegen) gehörte. Bereits im Mittelalter fungierte Castellfollit auch als handwerkliches und merkantiles Zentrum für die Dörfer und Einzelgehöfte (masies) in der Umgebung. Im ausgehenden 18. und frühen 19. Jahrhundert spielte der Weinbau eine große Rolle in der Region, doch die Reblauskrise setzte dem ein Ende. Auf den Höhenkamm der Serra de Rubió wurde ein Windpark installiert.

## Geschichte
Prähistorische, iberische, antike und westgotische Gräberfelder weisen auf eine lange Besiedlung der Region hin. Im 9. und 10. Jahrhundert wurde die – nach dem Vordringen des Islam – nahezu menschenleere Gegend durch die Grafen von Barcelona zurückerobert (reconquista), wiederbesiedelt (repoblación) und mit Burgen (castells) und Kirchen (esglésies oder ermitas) gesichert.

## Sehenswürdigkeiten
- Auf dem Gebiet der Gemeinde wurden mehrere Begräbnisstätten aus prähistorischer, iberischer und spätantiker Zeit entdeckt (→ Weblink).
- Über das Gemeindegebiet verteilt befinden sich mehrere romanische Kapellen, die sich jedoch allesamt in einem ruinösen Zustand befinden.
- Mehrere Wachhütten (barracas) aus Trockenmauerwerk erinnern an die ehemals bedeutende Rolle des Weinbaus.

Castellfollit

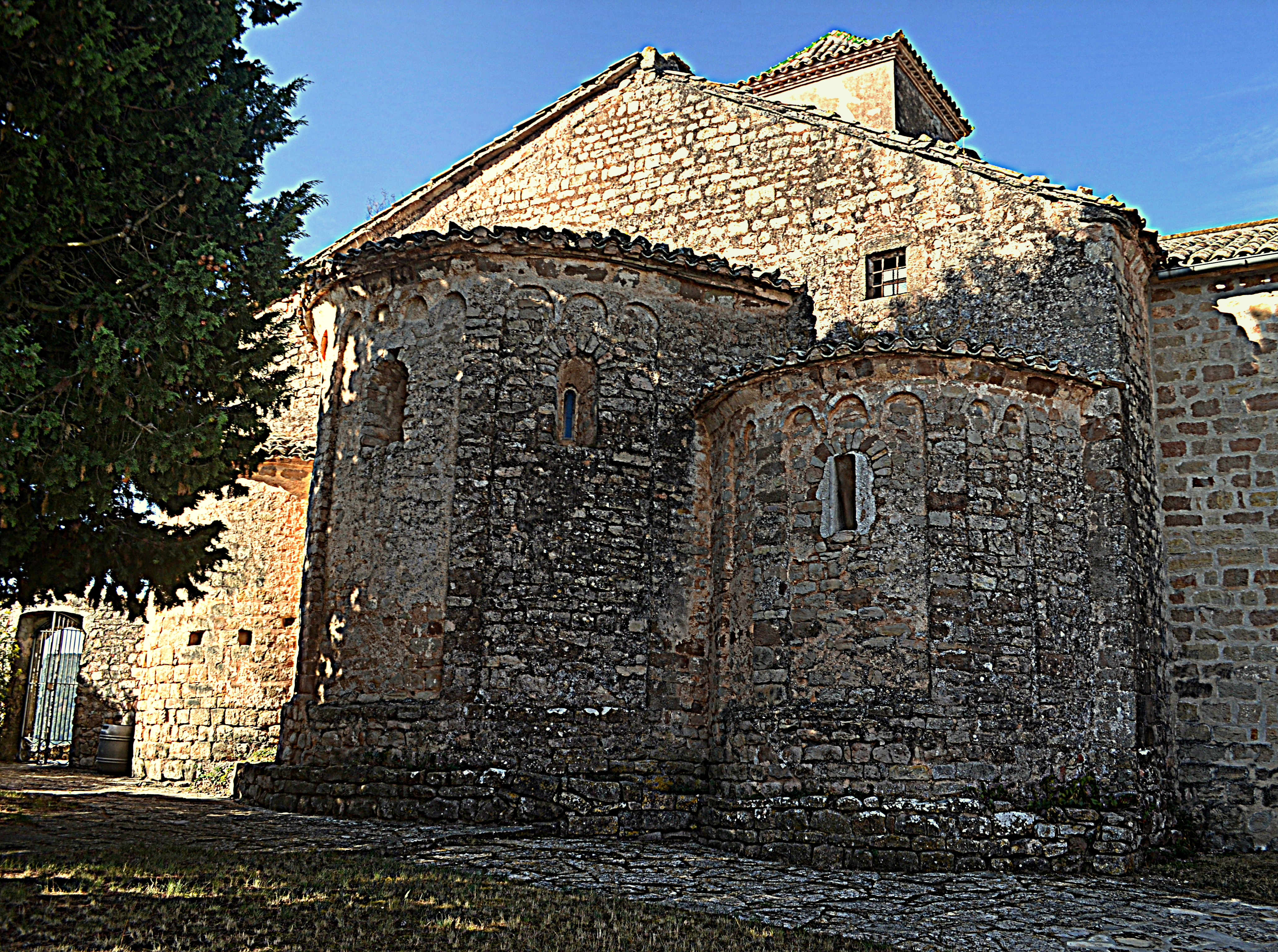
Sant Pere de Castellfollit

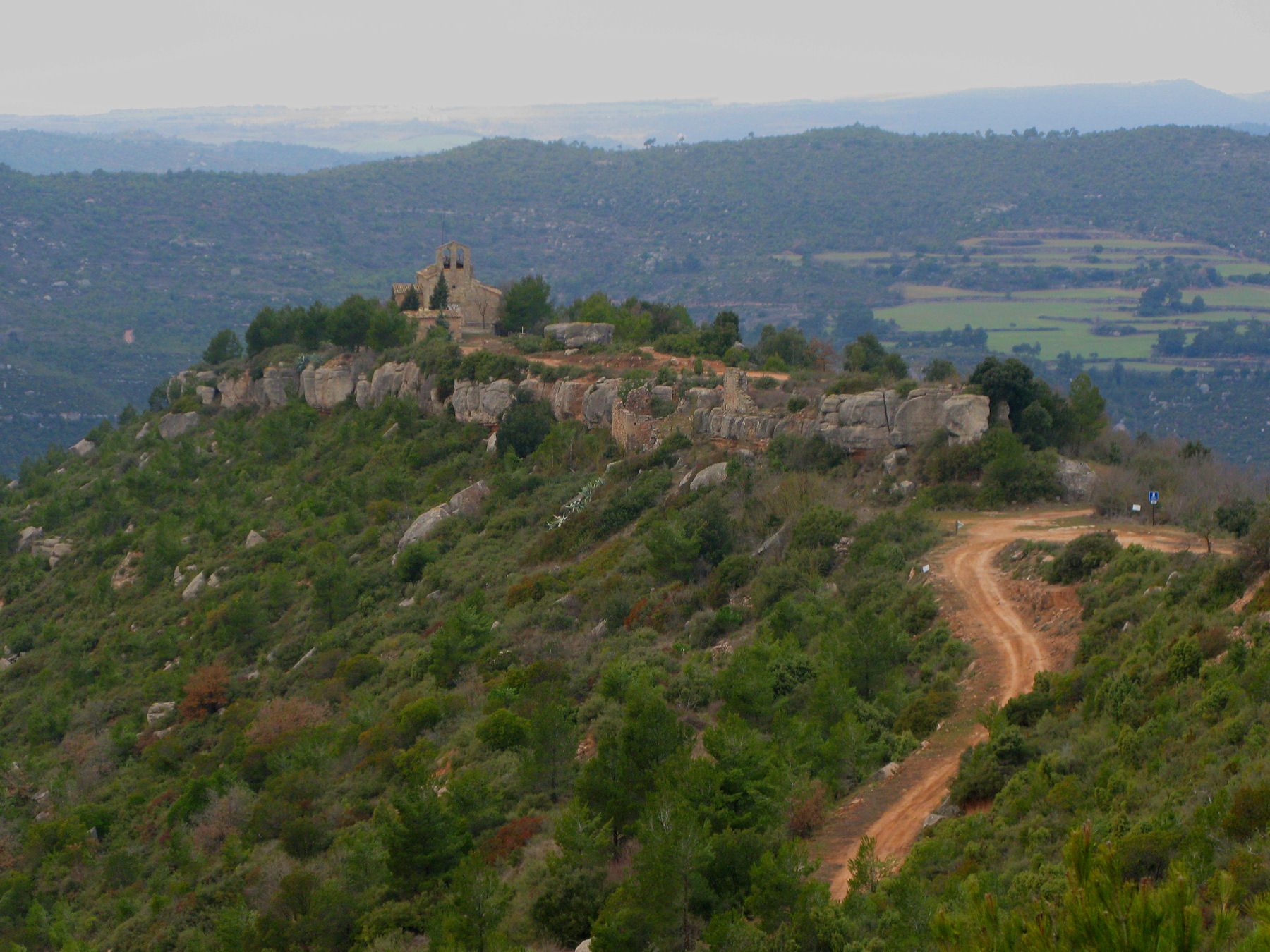
Santa Cecília de Grevalosa

- Von der frühmittelalterlichen Burg (castell) sind nur noch spärliche Reste erkennbar.
- Von der auf einer bergigen Anhöhe stehenden romanischen Kirche Sant Pere ist die Chorpartie mit drei Apsiden erhalten; diese zeigen Lisenen mit Rundbogenfriesen als oberen Abschluss. Das in Nord-Süd-Richtung orientierte Innere des Kirchenbaus ist einer radikalen Umbaumaßnahme des 17./18. Jahrhunderts zu verdanken. In der ehemaligen Nordapsis ist ein Sarkophag mit Kreuzen und Rautenornamentik aufgestellt, der später auch als Brunnenbecken oder Viehtränke Verwendung fand. Bei klarer Sicht ist der etwa 20 Kilometer südöstlich gelegene Bergstock des Montserrat zu sehen.
- Mit dem leicht konischen Rundturm Torre dels Moros (→ Weblink) weiß man nichts rechtes anzufangen – manche sehen in ihm einen Wachturm aus maurischer Zeit (siehe atalaya); das Mauerwerk ist jedoch aus vergleichsweise exakt behauenen Steinen gefügt, die in Lagen angeordnet sind. Fenster und Eingangstür sind vollkommen geradlinig gemauert, so dass andere in ihm den Stumpf einer Windmühle erkennen wollen, was insgesamt wahrscheinlicher erscheint.
- Die heutige Pfarrkirche Santa María ist ein Bauwerk des beginnenden 20. Jahrhunderts.

Grevalosa
- Die ruinöse romanische Kapelle Santa Cecília befindet sich auf einer von großen Felsen eingefassten Anhöhe, die ehemals als Festung gedient haben könnte.

Maians
- Die Barockkirche Sant Andreu stammt aus dem 18. Jahrhundert.